# Beverly D'Angelo
Beverly D'Angelo (født 15. november 1951 i Columbus, Ohio) er en amerikansk sanger og skuespiller, bedst kendt for sin rolle som Ellen Griswold i de fire Fars fede ferie-film.
Hun har to børn med skuespilleren Al Pacino, som hun boede sammen med i perioden 1996-2003.

## Filmografi i udvalg
- Coal Miner's Daughter (1980)
- Fars fede ferie (1983)
- Fars frygtelige feriedage (1985)
- Fars fede juleferie (1989)
- Fars fede Las Vegas ferie (1997)
- American History X (1998)